# Чэндлер, Хелен
Хе́лен Чэ́ндлер (англ. Helen Chandler; 1 февраля 1906, Чарлстон, Южная Каролина, США — 30 апреля 1965, Голливуд, Калифорния, США) — американская актриса и певица.

## Биография
Хелен Чэндлер родилась 1 февраля 1906 года в Чарлстоне (штат Южная Каролина, США).

## Карьера
Хелен начала свою актёрскую карьеру в 1915 году в Нью-Йорке, а 2 года спустя, в 1917 году, она начала играть на Бродвее. В 1927—1938 года Чэндлер сыграла в 27-ми фильмах, включая роль Мины Харкер в фильме «Дракула» (1931). Также она была певицей.

## Личная жизнь
В 1930—1934 года Хелен была замужем за романистом и сценаристом Сирилом Хьюмом (1900—1966).
В 1935—1940 года Хелен была замужем за актёром Брамуэллом Флетчером (1904—1988).
На момент своей смерти в 1965 году, Хелен была замужем в третий раз за Уолтером Пиаскиком.

## Последние годы жизни и смерть
К концу 1930-х годов Хелен страдала алкоголизмом и из-за этого её карьера пошла на спад, она несколько раз проходила курс лечения, но в итоге так и не смогла полностью вылечиться. В 1950 году Чэндлер уснула во время курения в своей квартире и случился пожар, в результате которого она выжила, но её тело было изуродовано ожогами. 59-летняя Чэндлер умерла 30 апреля 1965 года от остановки сердца во время операции по поводу язвы желудка в Голливуде (штат Калифорния, США). Она была кремирована, как и хотела, а её останки были преданы земле в «Chapel of the Pines Crematory».

## Избранная фильмография
| Год  |   | Русское название  | Оригинальное название | Роль        |
| ---- | - | ----------------- | --------------------- | ----------- |
| 1927 | ф | Радостная девушка | The Joy Girl          | Флора       |
| 1929 | ф | Салют             | Salute                |             |
| 1931 | ф | Дракула           | Dracula               | Мина Харкер |